# Charlotte d'Albret
Charlotte d'Albret (Labrit, 1480 – La Motte-Feuilly, 11 marzo 1514) è stata una nobildonna del casato francese d'Albret, sorella del re Giovanni III di Navarra e moglie del condottiero Cesare Borgia. Aveva il rango di dama di Châlus (suo jure), duchessa consorte di Valentinois e di Romagna.

## Biografia

### Infanzia
Charlotte nacque nel 1480, figlia di Alain I d'Albret, signore di Albret, e di Françoise di Châtillon-Limoges. I suoi nonni paterni erano Giovanni I d'Albret e Charlotte di Rohan, mentre quelli materni erano Guglielmo di Blois, visconte di Limoges e Isabelle de La Tour d'Auvergne, figlia di Bertrand V de La Tour, conte d'Auvergne e Boulogne, e Jacquette du Peschin. 
Il suo bis-bisnonno fu Carlo I d'Albret, Connestabile di Francia, che fu ucciso al comando delle truppe francesi durante la battaglia di Agincourt nel 1415. Charlotte ebbe sei fratelli, tra cui Giovanni d'Albret che diventò sovrano di Navarra tramite il suo matrimonio con la regina Caterina (da cui discese Enrico IV di Francia), e il cardinale Amanieu d'Albret.

### Matrimonio con Cesare Borgia

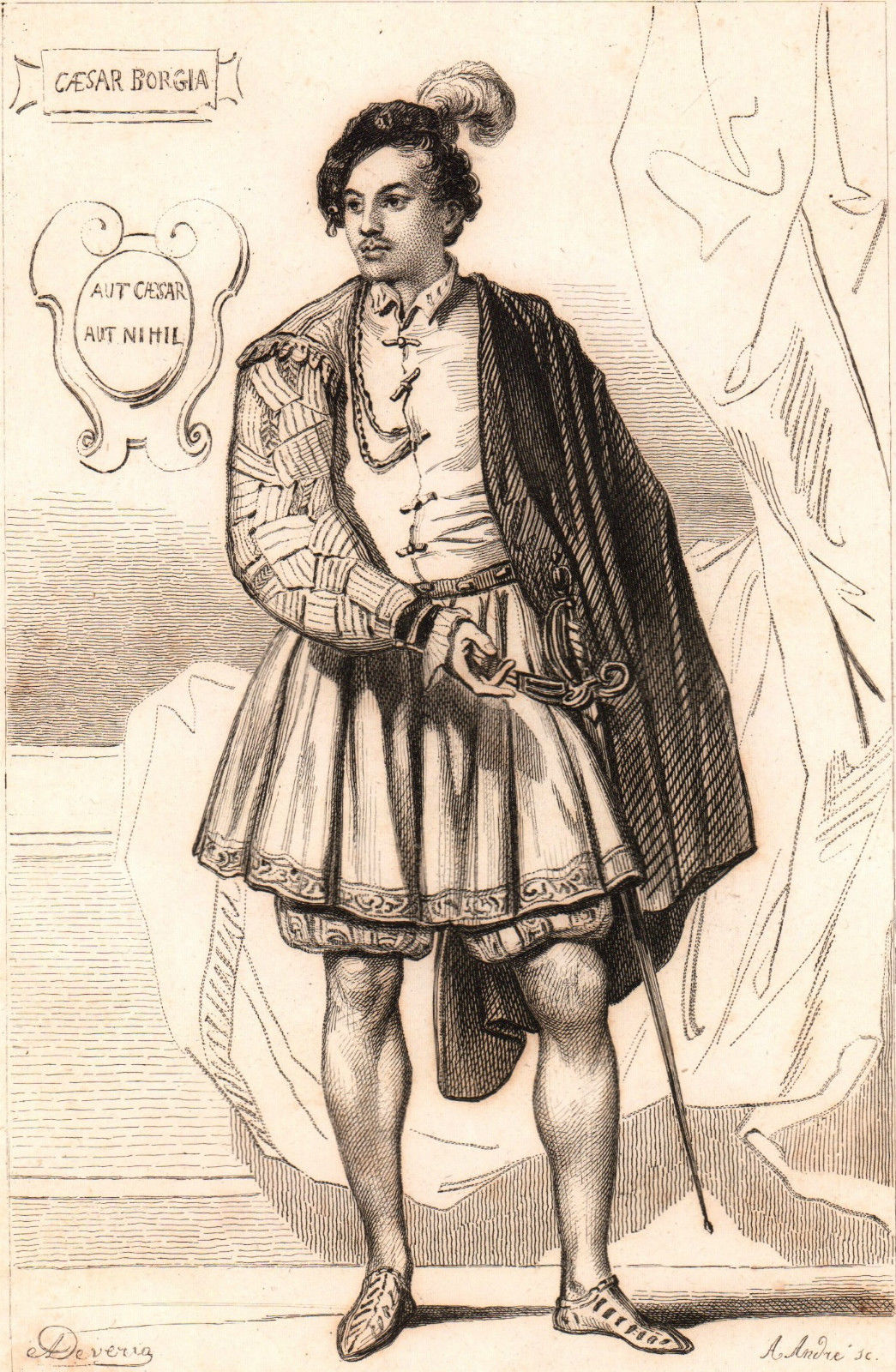
Ritratto ideale di Cesare Borgia, marito di Charlotte, in giovane età

Il 10 maggio 1499, all'età di diciannove anni, a Blois, sposò Cesare Borgia, il famigerato figlio illegittimo di papa Alessandro VI Borgia e Vannozza Cattanei. Egli era stato di recente creato Duca di Valentinois dal re Luigi XII di Francia. Sua sorella era la celebre Lucrezia Borgia. Il matrimonio era politico, combinato con lo scopo di rafforzare l'alleanza di Cesare con la Francia. Poco dopo le nozze, Cesare accompagnò re Luigi nella sua discesa in Italia.
Charlotte fu descritta come "bella e ricca". e il cronista contemporaneo Arnauld le Féron riporta che Cesare Borgia fosse entusiasta delle nozze. Nel 1504 diventò la proprietaria dei territori di Feusines, Néret e La Motte-Feuilly.
Dopo essere fuggito da una prigione spagnola, Cesare morì durante l'assedio di Viana il 12 marzo 1507 al servizio del fratello di Charlotte, il re consorte di Navarra dal quale aveva cercato rifugio. In seguito alla sua morte, Charlotte funse da reggente per la loro figlia Luisa che era succeduta al padre come la suo jure duchessa di Valentinois.

### Ultimi anni e morte

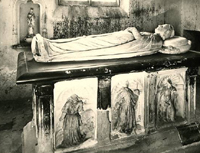
Monumento funebre di Charlotte (Saint Hilaire, La Motte-Feuilly)

Charlotte non aveva più rivisto il consorte e si rifugiò a Bourges nel cenobio delle monache Annunziate, fondato dall'amica principessa Giovanna di Valois, il cui matrimonio con Luigi XII di Francia era stato annullato con il benestare del suocero papa Alessandro VI in cambio del ducato di Valentinois.
La duchessa vedova acquistò il castello e la tenuta di La Motte-Feuilly dove visse gli ultimi anni con la figlia (nata il 17 maggio 1500), dedicandosi a opere pie e di beneficenza. L'11 marzo 1514, Charlotte morì all'età di 34 anni. Luisa Borgia, nel rispetto della volontà materna, fece seppellire la salma nel monastero di Bourges mentre il cuore rimase nella chiesa di Saint-Hilaire, a La Motte-Feuilly, conservato nel mausoleo di alabastro e marmo realizzato nel 1521 da Martin Claustre.
Ad oggi esistono ancora vari discendenti di Charlotte e Cesare, tra cui Sisto Enrico di Borbone-Parma, pretendente ai troni di Spagna, Francia e Parma.
I pronipoti di Cesare e Charlotte, si imparentarono, infatti, con alcune importanti dinastie come quella dei Borbone-Busset e dei Beauharnais.

## Discendenza
Cesare Borgia e Charlotte ebbero un'unica figlia:
- Luisa Borgia, suo jure dame de Châlus, suo jure duchessa di Valentinois (17 maggio 1500–1553), sposò prima il 7 aprile 1517 Louis II de la Trémoille, governatore della Borgogna; sposò poi il 3 febbraio 1530, Philippe de Bourbon, signore di Busset, da cui ebbe sei eredi, tra cui Claudio I di Borbone-Busset (1531-1588).

## Ascendenza
|                                    |                         |                                      | Genitori                   |  |  | Nonni |  |  | Bisnonni               |  |  | Trisnonni              |  |
|                                    |                         |                                      |                            |  |  |       |  |  | 8. Charles II d'Albret |  |  | 16. Charles I d'Albret |  |
|                                    |                         |                                      |                            |  |  |       |  |  | 8. Charles II d'Albret |  |  | 16. Charles I d'Albret |  |
|                                    |                         | 17. Marie de Sully                   |                            |  |  |       |  |  | 8. Charles II d'Albret |  |  |                        |  |
| 4. Jean I d'Albret                 |                         |                                      |                            |  |  |       |  |  | 8. Charles II d'Albret |  |  |                        |  |
|                                    |                         | 9. Anne d'Armagnac                   | 18. Bernard VII d'Armagnac |  |  |       |  |  |                        |  |  |                        |  |
|                                    |                         | 9. Anne d'Armagnac                   | 18. Bernard VII d'Armagnac |  |  |       |  |  |                        |  |  |                        |  |
|                                    |                         | 9. Anne d'Armagnac                   | 19. Bonne de Berry         |  |  |       |  |  |                        |  |  |                        |  |
| 2. Alain I d'Albret                |                         | 9. Anne d'Armagnac                   |                            |  |  |       |  |  |                        |  |  |                        |  |
|                                    |                         | 10. Alain IX de Rohan                | 20. Alain VIII de Rohan    |  |  |       |  |  |                        |  |  |                        |  |
|                                    |                         | 10. Alain IX de Rohan                | 20. Alain VIII de Rohan    |  |  |       |  |  |                        |  |  |                        |  |
|                                    |                         | 10. Alain IX de Rohan                | 21. Béatrice de Clisson    |  |  |       |  |  |                        |  |  |                        |  |
| 5. Catherine de Rohan              |                         | 10. Alain IX de Rohan                |                            |  |  |       |  |  |                        |  |  |                        |  |
|                                    |                         | 11. Marguerite de Bretagne           | 22. Jean V de Bretagne     |  |  |       |  |  |                        |  |  |                        |  |
|                                    |                         | 11. Marguerite de Bretagne           | 22. Jean V de Bretagne     |  |  |       |  |  |                        |  |  |                        |  |
|                                    |                         | 11. Marguerite de Bretagne           | 23. Jeanne de Navarre      |  |  |       |  |  |                        |  |  |                        |  |
| 1. Charlotte d'Albret              |                         | 11. Marguerite de Bretagne           |                            |  |  |       |  |  |                        |  |  |                        |  |
|                                    | 12. Jean I de Châtillon | 24. Charles de Blois                 |                            |  |  |       |  |  |                        |  |  |                        |  |
|                                    | 12. Jean I de Châtillon | 24. Charles de Blois                 |                            |  |  |       |  |  |                        |  |  |                        |  |
|                                    | 12. Jean I de Châtillon | 25. Jeanne de Penthièvre             |                            |  |  |       |  |  |                        |  |  |                        |  |
| 6. Guillaume de Châtillon de Blois | 12. Jean I de Châtillon |                                      |                            |  |  |       |  |  |                        |  |  |                        |  |
|                                    |                         | 13. Marguerite de Clisson            | 26. Olivier V de Clisson   |  |  |       |  |  |                        |  |  |                        |  |
|                                    |                         | 13. Marguerite de Clisson            | 26. Olivier V de Clisson   |  |  |       |  |  |                        |  |  |                        |  |
|                                    |                         | 13. Marguerite de Clisson            | 27. Catherine de Laval     |  |  |       |  |  |                        |  |  |                        |  |
| 3. Françoise de Châtillon          |                         | 13. Marguerite de Clisson            |                            |  |  |       |  |  |                        |  |  |                        |  |
|                                    |                         | 14. Bertrand V de La Tour d'Auvergne | 28. Bertrand IV de La Tour |  |  |       |  |  |                        |  |  |                        |  |
|                                    |                         | 14. Bertrand V de La Tour d'Auvergne | 28. Bertrand IV de La Tour |  |  |       |  |  |                        |  |  |                        |  |
|                                    |                         | 14. Bertrand V de La Tour d'Auvergne | 29. Marie I d'Auvergne     |  |  |       |  |  |                        |  |  |                        |  |
| 7. Isabelle de La Tour d'Auvergne  |                         | 14. Bertrand V de La Tour d'Auvergne |                            |  |  |       |  |  |                        |  |  |                        |  |
|                                    |                         | 15. Jacquette du Peschin             | 30. Louis du Peschin       |  |  |       |  |  |                        |  |  |                        |  |
|                                    |                         | 15. Jacquette du Peschin             | 30. Louis du Peschin       |  |  |       |  |  |                        |  |  |                        |  |
|                                    |                         | 15. Jacquette du Peschin             | 31. Iseul de Sully         |  |  |       |  |  |                        |  |  |                        |  |
|                                    |                         | 15. Jacquette du Peschin             |                            |  |  |       |  |  |                        |  |  |                        |  |